# Camila Miranda
Camila Fernanda Miranda Medina (Santiago de Chile, 6 de julio de 1989) es una política chilena. Desde junio de 2021 se desempeña como presidenta de la Fundación Nodo XXI, ligada al Frente Amplio.

## Biografía

### Familia y estudios
Nació en la comuna de Quinta Normal, donde reside actualmente. Es una de los cinco hijos del Patricio Miranda y de la Marcela Medina.
Estudió en el Liceo José Miguel Infante (María Auxiliadora), en la comuna de Santiago. Posteriormente estudió la carrera de Derecho, siendo abogada de la Universidad de Chile.
Se ha dedicado a estudiar el sistema educativo chileno y posteriormente se ha especializado en la investigación sobre el trabajo de cuidados y el derecho al cuidado.{{}}

### Política y activismo
Entre los años 2006 y 2007, fue dirigenta estudiantil en su colegio participando activamente de la Revolución Pingüina. Luego, al ingresar a la Universidad de Chile fue representante de su generación de la Escuela de Derecho y en el marco de las movilizaciones estudiantiles de 2011 se incorporó el colectivo Izquierda Autónoma. Entre los años 2013 y 2014 trabajó en el Centro de Estudios de la FECH (CEFECH) llegando a ser su primera directora. Más tarde ejerció como coordinadora general de la Federación de Estudiantes de la Universidad de Chile.
En 2014 se incorpora a la Fundación Nodo XXI, como parte del equipo de educación y posteriormente asumió el liderazgo[cita requerida] de la línea de investigación feminista y la escuela de formación "Feminismos Críticos del Chile Actual" . Fue directora ejecutiva de la misma Fundación, se ha desempeñado como asesora legislativa en educación y género, también como asesora sindical.[cita requerida] Actualmente es presidenta de Nodo XXI. 
En 2022 acompañó de cerca el proceso de la Convención Constitucional presentando propuestas, informando y siendo parte de la campaña por el Apruebo hacia el plebiscito constitucional de Chile de 2022.[cita requerida] Luego de los resultados de esa instancia, fue parte de los diálogos que aperturan un nuevo proceso constitucional, integrando el equipo programático que trabajó las bases constitucionales de los partidos oficialistas. Fue candidata al Consejo Constitucional por la lista Unidad para Chile, obteniendo 186 mil votos en la Región Metropolitana. Luego fue jefa de campaña de la opción Chile en contra en el plebiscito de salida del segundo proceso constitucional (2023). 
Actualmente es parte de la primera directiva nacional del partido Frente Amplio, como secretaria de Contenidos, presidenta de Nodo XXI y panelista en la mesa de analista mujeres de Tele13 noche, en el panel de Radio ADN, País ADN, en Estado Nacional de TVN, y en otros medios. Ha escrito diversas columnas y publicaciones asociadas a sus áreas de estudio.[cita requerida]

## Historial electoral

### Elecciones de consejeros constituyentes de 2023
- Elecciones de consejeros constitucionales de 2023, para la Circunscripción 7 (Región Metropolitana)[12]

## Obras

### Libros y capítulos de libro
- López, Daniela & Miranda, Camila (2024).La corresponsabilidad social del cuidado para una sociedad del bienestar. En: Construyendo bienestar. El rol de los Sistemas de Cuidados en Chile y América Latina. FCE.
- Quaresma, María-Luisa; Villalobos, Cristóbal; Miranda, Camila (2023). ¿Mundos paralelos? Universidades de élite y universidades de masas en el Chile contemporáneo. En Quaresma, María-Luisa; Villalobos, Cristóbal, eds. Élite y educación. Entre el recambio y la reproducción. Chile y América Latina. UAH Ediciones.
- Miranda, Camila (2020). «El nuevo Chile será con las mujeres o no será. Una mirada a la rebeldía feminista y la apropiación de la calle».  En Grau, Olga; Follegati, Luna; Aguilera, Silvia, eds. Escrituras feministas en la revuelta. Vol. 3 (LOM Ediciones).
- Arellano, Francisco; Miranda, Camila (2020). Privatización de servicios públicos, desigualdad de género y dependencia. Internacional de Servicios Públicos.
- Boccardo, Giorgio; Miranda, Camila (2020). Trabajo, cuidados y violencia de género en los servicios públicos. Los casos de Argentina, Brasil, Colombia, Costa Rica, Ecuador, México y Perú. Nodo XXI; Forsa; Internacional de Servicios Públicos.
- Ruiz, Carlos; Miranda, Camila (2019). «El Mayo feminista. Irrupción feminista y modernización neoliberal». Análisis del Año 2018 (Departamento de Sociología, Universidad de Chile). pp. 29-41. ISSN 0718-1469.
- Orellana, Víctor; Miranda, Camila (2018). «La mercantilización de la educación en Chile».  En Orellana, Víctor, ed. Entre el mercado gratuito y la educación pública. (LOM Ediciones; Fundación Nodo XXI). pp. 95-156.

### Artículos
- Quaresma, María-Luisa; Miranda, Camila. (2023). Prácticas universitarias de integración profesional en las universidades privadas de masa en Chile. Revista Iberoamericana De Educación Superior, 14(40), 3–20.
- Miranda, Camila (2019). «Un Chile que cruje: el tsunami feminista. Aproximaciones al “8M” chileno». Cuadernos de Coyuntura (23): 4-13. ISSN 0719-5133.
- Ruiz, Carlos; Miranda, Camila (2018). «El neoliberalismo y su promesa incumplida de emancipación: bases del malestar y de la ola feminista». Anales de la Universidad de Chile (14): 189-201.
- Ruiz, Carlos; Miranda, Camila (2018). «Neoliberalismo y constricción de la política. Un balance político de la transición». Cuadernos de Coyuntura (22): 4-13.
- Miranda, Camila; Ferretti, Pierina (2018). «Movimiento feminista en el Chile neoliberal». Memoria, Revista de crítica militante (267).
- Miranda, Camila; Jara, Cristina (2017). «Ni biombios, ni patriarcado en las aulas: Reflexiones sobre la educación de las mujeres en Chile». Cuadernos de Coyuntura (19): 15-21.
- Guajardo, Fabián; Miranda, Camila; Sanhueza, José Miguel (2017). «¿Por qué la reforma educacional está al borde del fracaso? Balances y proyecciones para las fuerzas de cambio». Cuadernos de Coyuntura (16): 23-32.